# Вьетнамцы в России

Памятник Хо Ши Мину в Москве, лицевая сторона, 2024 год. Площадь Хо Ши Мина.

Вьетна́мцы в Росси́и (вьет. Người Việt tại Nga) — этническая группа (вьетнамцы) в населении Российской Федерации.

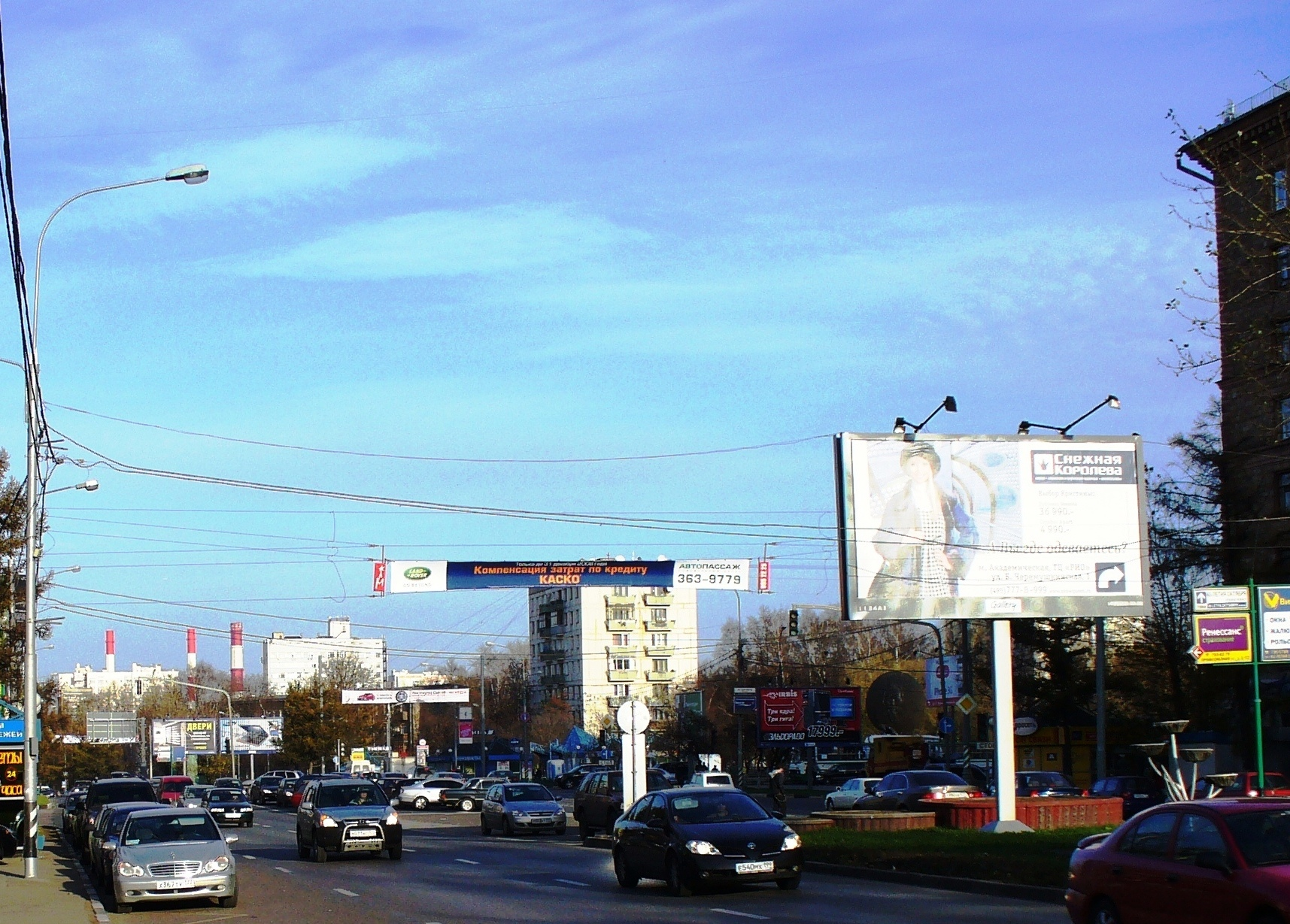
Площадь Хо Ши Мина в Москве

## Вьетнамцы в СССР

### Вьетнамские студенты в СССР
Первые вьетнамцы появились в СССР в начале 1920-х годов. Это были студенты коминтерновских вузов, главным образом — Коммунистического университета трудящихся Востока. Через эту систему коммунистического образования в Советской России прошло около 70 вьетнамцев. Сам Хо Ши Мин учился в Москве в 1920-х годах, вместе с другими членами Вьетнамской коммунистической партии.
За четыре десятилетия, с начала 1950-х годов и до распада Союза, в СССР получили высшее, а также среднее и специальное образование (преимущественно техническое) около 30 тысяч граждан Вьетнама. По другим данным 50 000 вьетнамцев прибыли для обучения в СССР во время холодной войны.

### Трудовая миграция
В 1981 году между Вьетнамом и СССР было подписано соглашение «О направлении и приёме вьетнамских граждан на профессиональное обучение на предприятия и организации СССР», которое определило все отношения между вьетнамскими работниками и предприятиями, куда они направлялись. Численность вьетнамцев, трудившихся в СССР, в разные
годы составляла от 100 до 120 тыс. человек. С 1981 по 1991 годы они трудились на 372 промышленных предприятиях в семи советских республиках, преимущественно в РСФСР (83 %). На отдельных предприятиях вьетнамцы составляли в тот период до 10—15 % общей численности рабочих. Среди приехавших практически все закончили среднюю школу, многие являлись передовиками производства. Они обязательно проходили медицинскую комиссию. Вьетнамцы заключали контракты на четыре—шесть лет для работы на определённом предприятии. Согласно трудовому договору, вьетнамским рабочим шло около 40 % их заработка, а остальное перечислялось во Вьетнам и шло на погашение государственного долга перед СССР. Последние такие группы прибыли в СССР в 1989 году, в 1994 году их прием был полностью прекращён, а в начале 1996 г. закончился срок у последней вьетнамской группы. Согласно официальной статистике, на родину вернулось 80,6 тыс. человек.

## По результатам всероссийской переписи населения 2002 года

### Численность и распределение
Вьетнамцы образуют 72-ю по численности этническую группу РФ по результатам всероссийской переписи населения 2002 года. Имея в своем составе лишь 26 205 человек, они составляют одну из самых малых групп вьетов за пределами Вьетнама. Однако, согласно некоторым неофициальным оценкам, вьетнамское население России более многочисленно — от 100 до 150 тысяч человек.
Почти две трети из них проживают в Москве, в основном в южной части города, в районе станции метро Академическая и площади Хо Ши Мина, где в советское время был воздвигнут памятник Хо Ши Мину.
Другие крупные вьетнамские общины находятся во Владивостоке и Санкт-Петербурге, однако московские вьетнамцы являются наиболее укоренёнными и имеют наивысшую долю постоянных жителей (проживающих на одном месте более 5 лет).

### Социальные характеристики
Знание русского языка среди вьетнамского населения также различается; по переписи населения около 80 % владели разговорным русским языком, однако в статье, опубликованной правительством Вьетнама, говорилось, что «многим вьетнамцам приходится учить русский язык. Это факт, что большинство практически не владеет этим языком». Перепись населения также показала, что практически все свободно говорят по-вьетнамски.
Большинство вьетнамцев в России являются предпринимателями в торговой отрасли. Ожидалось, что в связи проводимой в России реформой рынка розничной торговли (2007 год), которая вводит ограничения на пропорцию торговых точек, хозяевами которых являются иммигранты, и экзамен на знание русского языка для получения разрешения на работу и торговую лицензию, многие вьетнамцы будут вынуждены закрыть свои предприятия и искать работу в других отраслях.
Программы по академическому обмену продолжались и после распада Советского Союза; в 2006 году около 4000 вьетнамских граждан проходили учебу в российских вузах; 160 из них получало стипендию от российского правительства.
Одной из знаменитых вьетнамок, получивших образование в России после распада СССР, была Нгуен Куинь, пианистка из Ханоя, получившая приглашение в Российскую академию музыки имени Гнесиных.

## По результатам всероссийской переписи населения 2010 года

### Численность
По результатам всероссийской переписи населения 2010 года, численность всего населения РФ составила 142 856 536 человек, из них указали свою национальную принадлежность 137 227 107 человек, в том числе указали свою национальную принадлежность как вьетнамцы 13 954 человека, что составляет 0,01 % от всех указавших свою национальную принадлежность.
Однако по данным вьетнамских источников, в частности представителя Министерства иностранных дел Вьетнама, в начале 2007 года от 80 000 до 100 000 вьетнамцев легально жили и работали в более чем 20 различных городах Российской Федерации. В 2010 году МИД Вьетнама оценило количество граждан Вьетнама, находящихся в России, в 60—80 тыс. человек.
Регионы проживания вьетнамцев по данным переписи 2010 года:
- Москва — 2970
- Башкортостан — 1337
- Московская область — 1110
- Тульская область — 1058
- Хабаровский край — 576
- Ставропольский край — 521
- Челябинская область — 423
- Волгоградская область — 402
- Приморский край — 310
- Ульяновская область — 284
- Татарстан — 244
- Воронежская область — 210
- Оренбургская область — 202
- Томская область — 110